# Steffen Döll
Steffen Döll ist ein deutscher Buddhologe.

## Leben
Ab 1998 studierte er Japanologie, Sinologie und Religionswissenschaft in München und Kyoto. 2001/2002 war er Gasthörer, Institut für japanische Philosophiegeschichte, Universität Kyōto. Nach dem Abschluss (M.A.) 2004 an der LMU hatte er von 2006 bis 2008 einen Forschungsaufenthalt an der Universität Kyoto. Von 2008 bis 2011 war er wissenschaftlicher Mitarbeiter am LMU Japan-Zentrum. Nach der Promotion 2009 an der Fakultät für Kulturwissenschaften der Universität München wurde er 2010 ins Junge Kolleg der Bayerischen Akademie der Wissenschaften aufgenommen. 2011 war er Research Fellow, am Center for Asian and Pacific Studies am Seikei-Universität. Von 2012 bis 2015 war er wissenschaftlicher Assistent (Klaus Vollmer), Japan-Zentrum, Universität München. 2013 war er Gastprofessor Numata-Zentrum für Buddhismuskunde in Hamburg. 2014/2015 hatte er einen Lehrauftrag am Institut für Vergleichende Kulturforschung, Philipps-Universität Marburg. Seit 2015 lehrt er als Numata-Professor für Japanischen Buddhismus am Asien-Afrika-Institut der Universität Hamburg.
Seine Forschungsschwerpunkte sind Geschichte des Buddhismus, insbesondere seiner Übertragung nach Japan und den darauf folgenden Institutionalisierungsprozessen, Philosophie des Buddhismus, insbesondere mit Blick auf Hermeneutik, Sprachverständnis und Philosophie des Geistes, sowie deren Rezeption in der modernen japanischen Philosophie und Verflechtungen zwischen den religiösen Traditionen und Schriftkulturen Japans und Chinas.

## Werke (Auswahl)
- Wozu also suchen? Zur Einführung in das Denken von Ueda Shizuteru. Iudicium, München 2005, ISBN 3-89129-794-7 (zugleich Magisterarbeit, München 2004).
- Übersetzer: Kubota Nobuhiro: Das Klima des japanischen Polytheismus (= Japan und sein Jahrhundert). Iudicium, München 2006, ISBN 3-89129-886-2.
- Übersetzer: Imamichi Tomonobu: Eco-Ethica. Eine Einführung in die Ethik der Lebenssphäre (= Japan und sein Jahrhundert). Iudicium, München 2007, ISBN 3-89129-882-X.
- Im Osten des Meeres. Chinesische Emigrantenmönche und die frühen Institutionen des japanischen Zen-Buddhismus (= Münchner ostasiatische Studien. Band 84). Steiner, Stuttgart 2010, ISBN 978-3-515-09794-9 (zugleich Dissertation, München 2009).
- mit Marc Nürnberger (Hrsg.): Weile, ohne zu wohnen: Festschrift für Peter Pörtner zu seinem 66. Geburtstag. Hamburg: Gesellschaft für Natur- und Völkerkunde Ostasiens (Mitteilungen der Gesellschaft für Natur- und Völkerkunde Ostasiens, Band 150)
- mit Martin Lehnert (Hrsg.): Interactions Between Religious and Political Authority. Wien: Austrian Academy of Sciences Press, 2024. ISBN 978-3-7001-9209-1.